# Qingtian-Dialekt
Der Qīngtián-Dialekt (Chinesisch: Qīngtiánhuà 青田话) ist ein Dialekt der chinesischen Sprache.

## Regionale Verbreitung

### China
Der Qīngtián-Dialekt wird im Kreis Qīngtián der Stadt Líshuǐ in der Küstenprovinz Zhèjiāng im Südosten Chinas gesprochen.

### Emigration
Die Mehrheit der chinesischstämmigen Menschen in Österreich stammt aus Qīngtián.

## Zuordnung
Der Qīngtián-Dialekt gehört zur Chùqú-Untergruppe (Chùqúpiàn 处衢片) der Wú-Dialektgruppe.

## Lautsystem
Als repräsentativ wird meist die Aussprache in der Gemeinde Hèchéng herangezogen. Der Dialekt hat 29 Silbenanlaute, 49 Silbenauslaute und 8 Töne.

### Silbenanlaute
| p1 班包             | t1 丹當 | k 街狗         | ts 齋基  | tɕ 姜专  |
| pʰ 攀抛             | tʰ 攤湯 | kʰ 揩口        | tsʰ 搓妻 | tɕʰ 枪川 |
| b 排旁              | d 談堂  | g 銜白讀厚文讀 | dz 站奇  | dʑ 强權  |
| m 媽忙              | n 奶閙  | ŋ 蟻文讀牛     |          | ȵ 你元   |
| f 翻方              |         | h 喊吼         | s 山西   | ɕ 相宣   |
| v 凡房              |         | ɦ 鞋侯         | z 柴齊   | j 祥員   |
|                     | l 拉郎  |                |          |          |
| Nullanlaut 挨央彎吮 |         |                |          |          |

Anmerkung 1：Die historischen Anlaute 幫 und 端, die in den meisten Wú-Dialekten als Plosive (/p/ und /t/) ausgesprochen werden, im Qīngtián-Dialekt jedoch als Ingressive, werden hier als /p/ und /t/ wiedergegeben.